# Militärverdienstkreuz (Österreich)

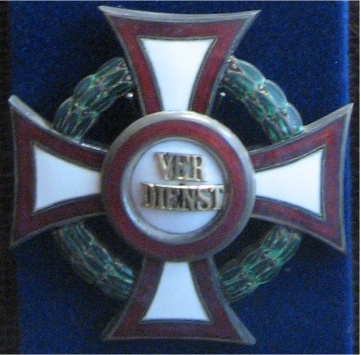
I. Klasse mit Kriegsdekoration

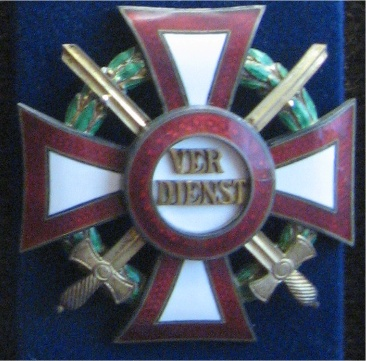
I. Klasse mit Schwertern und Kriegsdekoration

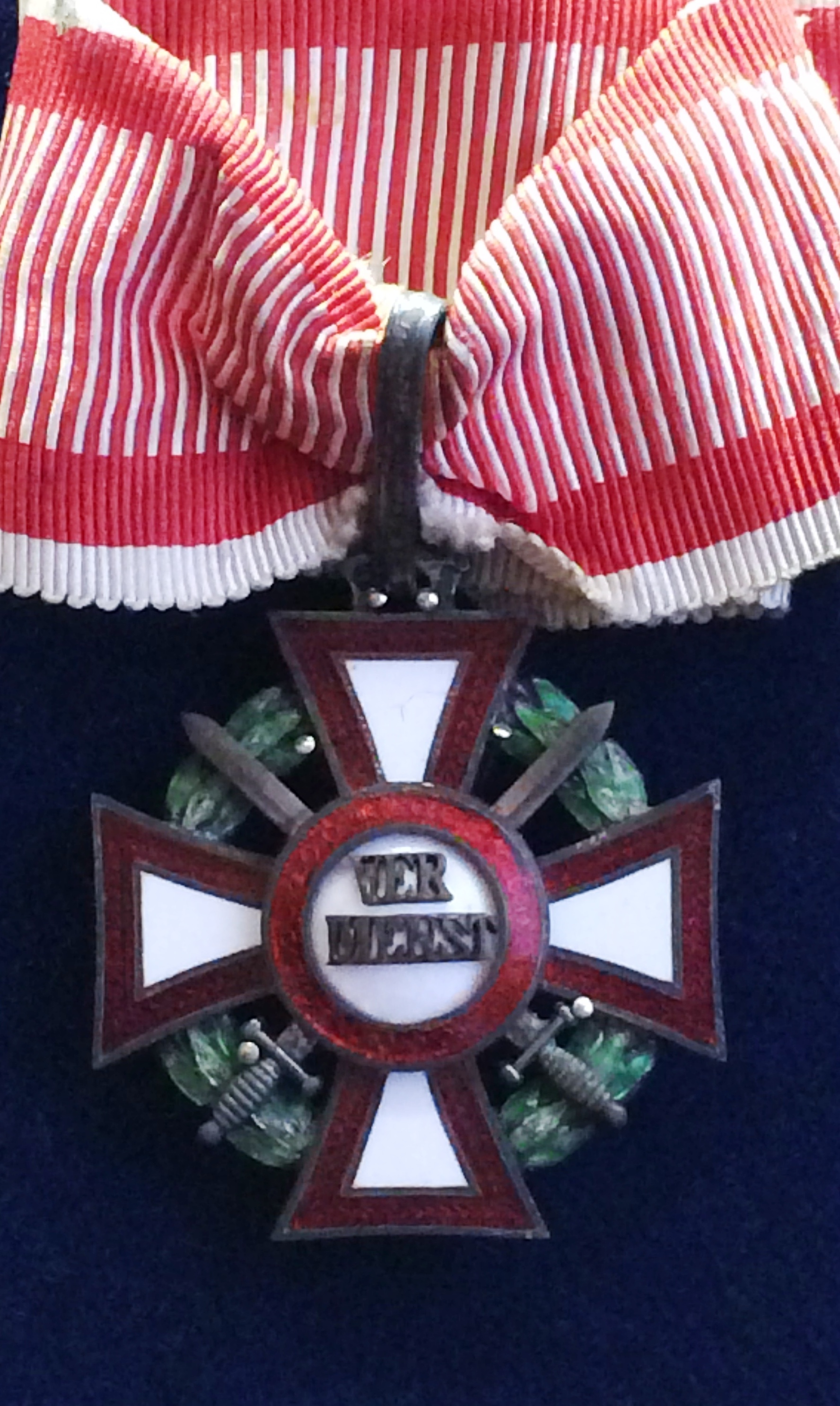
II. Klasse mit Schwertern und Kriegsdekoration

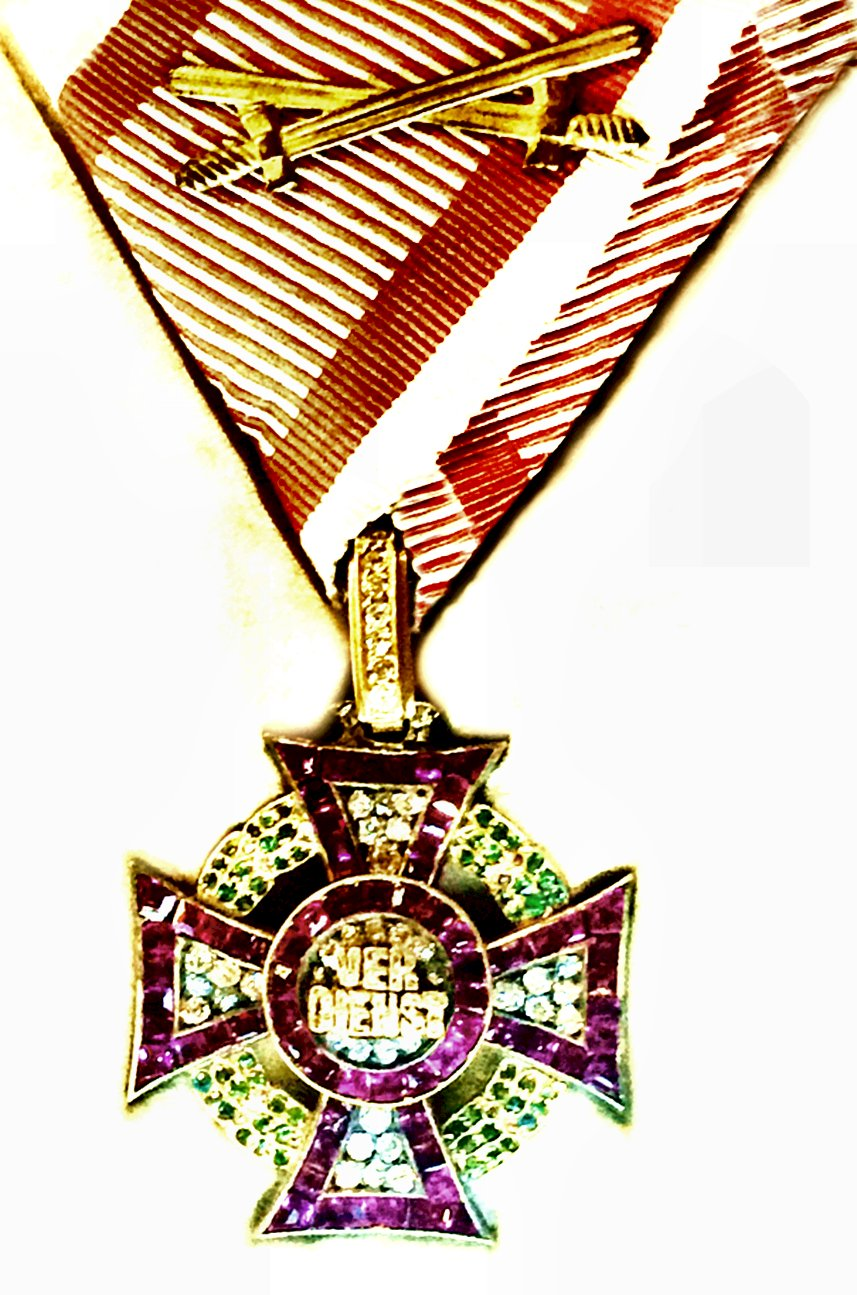
III. Klasse in Brillanten und mit Kriegsdekoration

Das Militärverdienstkreuz wurde am 22. Oktober 1849 durch den österreichischen Kaiser Franz Joseph I. für Offiziere gestiftet, die sich im Kriege durch außerordentliche Umsicht, Mut und Entschlossenheit vor dem Feinde besonders bewährt oder in Friedenszeiten hervorragenden dienstlichen Eifer gezeigt hatten.

## Ordensklassen
Ursprünglich lediglich in einer Klasse gestiftet, erhielt das Militärverdienstkreuz im Jahre 1860 als Ergänzung die sogenannte Kriegsdekoration. Dies ist ein zwischen den Kreuzarmen verlaufender grüner Lorbeerkranz. Zu Beginn des Ersten Weltkriegs erfolgte am 23. September 1914 eine Erweiterung um zwei Klassen. Die ursprüngliche Klasse war nun die III., die II. eine Halsdekoration und die I. Klasse ein Bruststeckkreuz. Ab 13. Dezember 1916 konnten alle Klassen mit der Kriegsdekoration zusätzlich mit Schwertern verliehen werden.
In außergewöhnlichen Fällen wurde das Militärverdienstkreuz seit 1856 auch in Brillanten verliehen. Das Kreuz I. Klasse des preußischen Generalfeldmarschalls August von Mackensen war aus rund 120 mittelgroßen Brillanten, 90 Rubinen und 36 Smaragden gefertigt. Bis zum Ende der Monarchie sind insgesamt 23 Verleihungen in Brillanten dokumentiert, davon 13 mit der Kriegsdekoration. Erster Inhaber war Erzherzog Albrecht.

## Ordensdekoration
Das Ordenszeichen ist silbernes Tatzenkreuz, dessen Rand rot emailliert ist. Im Medaillon steht zweizeilig VER/DIENST. Im Revers ist das Kreuz glatt und mit weißem Emaille überzogen.

## Ordensband
Als Ordensband fand das ponceaurot-weiß gestreifte Band der Tapferkeitsmedaille Verwendung. Es entspricht damit jenen Bändern, wie sie auch für einige andere Auszeichnungen der Monarchie (z. B. die Militär-Verdienstmedaille „Signum Laudis“, den Franz-Joseph-Orden und das Zivil-Verdienstkreuz) verwendet wurden, sofern diese für Verdienste im Krieg verliehen wurden.

## Trageweise
Die I. Klasse wurde als Stern auf der linken Brustseite, die II. Klasse am Hals und die III. Klasse an einem Dreiecksband an der linken Brustseite getragen.

## Sonstiges
Das Kreuz I. Klasse rangierte in der k.u.k.-Ordenshierarchie zwischen dem Großkreuz des Sankt Stephans-Ordens und dem Großkreuz des Leopold-Ordens und war eine entsprechend seltene Auszeichnung.
Das 1989 von der Republik Österreich gestiftet Militär-Verdienstzeichen basiert in seinem Aussehen auf dem Militärverdienstkreuz I. Klasse.

## Dokumente

Zeichnung des Militär-Verdienstkreuzes der k.k. Armee, 1849, für den Kriegsminister Ferenc József Gyulay
Statuten für das Militär-Verdienstkreuz der k.k. Armee, 1849, von Kriegsminister Ferenc József Gyulay
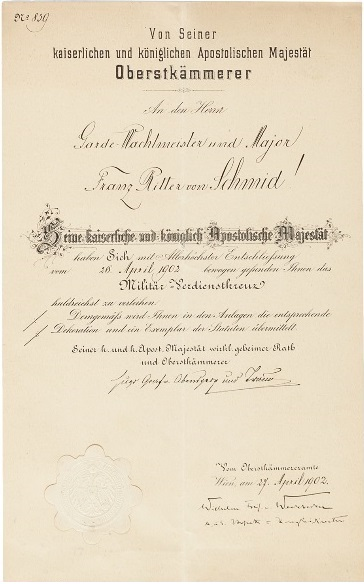
Verleihungsurkunde für das Militärverdienstkreuz, 1902.

## Bekannte Inhaber

### I. Klasse in Brillanten
- Albrecht von Österreich-Teschen (1817–1895), österreichischer Feldmarschall
- August von Mackensen (1849–1945), preußischer Generalfeldmarschall am 6. Dezember 1915
- Johann Nepomuk von Appel (1826–1906), österreichischer General der Kavallerie

### I. Klasse
- siehe: Träger der I. Klasse

### II. Klasse
- siehe: Träger der II. Klasse

### III. Klasse
- siehe: Träger der III. Klasse